# Diane J. Cook
 Diane Joyce Cook (* 1963) ist eine US-amerikanische Informatikerin und Hochschullehrerin. Sie ist Regents-Professorin und Huie-Rogers-Lehrstuhlprofessorin an der School of Electrical Engineering and Computer Science der Washington State University.

## Leben und Werk
Cook studierte am Wheaton College, wo sie 1985 den Bachelor of Science-Abschluss in Mathematik und Informatik erhielt. An der University of Illinois in Urbana (Illinois) erwarb sie 1987 den Master of Science und promovierte 1990 in Informatik. Während ihrer Promotion war sie als Beraterin für das National Center for Supercomputing Applications tätig.
Sie war anschließend als Assistenzprofessorin am Department of Computer Science and Engineering an der University of South Florida in Tampa tätig und während der Sommermonate war sie Fellow der Forschungsfakultät am NASA Ames Research Center in Moffett Field, Kalifornien. 1992 nahm sie eine Stelle als Assistenzprofessorin am Department of Computer Science and Engineering an der University of Texas at Arlington an, wo sie bis 2006 forschte und 2004 zur University Distinguished Scholar Professorin ernannt wurde.
2006 wurde Cook zum Huie-Rogers Chair Professor an der School of Electrical Engineering and Computer Science der Washington State University in Pullman (Washington)  ernannt und ist zusätzlich als Data-Mining-Beraterin für Organisationen wie die US-Umweltschutzbehörde, C. Grant and Company und Bosch tätig.

## Forschung und Smart Home
Cooks Forschungsgebiete umfassen künstliche Intelligenz, maschinelles Lernen, Data Mining, Robotik, intelligente Umgebungen und parallele Algorithmen für künstliche Intelligenz, die Entwicklung von Roboterassistenten für die häusliche Pflege, die Anpassung an die Gewohnheiten von Smart-Home-Besitzern und allgemeiner Anwendung von Ubiquitous Computing und Ambient Intelligence in der Heimautomatisierung.  Sie ist Co-Direktorin des Schulungsprogramms für Gerontologie des National Institute on Aging und Direktorin des KI-Labors.
Cook schuf eine der ersten vollständig instrumentierten Smart-Home-Teststellen und stattete 100 Smart-Wohnungen mit Sensornetzwerken in 10 Ländern aus. Das Smart Home kann durch Beobachtung die Gewohnheiten seiner Bewohner lernen. Cook und ihre Kollegen entwickelten das als Casas bekannte Computersystem, das die Ausgabe der Sensoren analysiert.
Cook besitzt mehrere Patente in der Entwicklung umweltsensorgesteuerter Aktivitätsmodelle. Sie war Mitbegründerin von Adaptelligence, einem Startup-Unternehmen, das sich auf die Aktivitätserkennung mithilfe von Sensoren in tragbaren und mobilen Geräten konzentriert. Sie ist Mitherausgeberin der Zeitschriften  Proceedings of the IEEE, IEEE Journal of Biomedical and Health Informatics,  ACM Transactions on Intelligent Systems and Technology, ACM Transactions on Knowledge Discovery from Data,  IEEE Transactions on Knowledge and Data Engineering. Im Februar 2022 betrug ihr h-Index 77.

## Auszeichnungen und Ehrungen (Auswahl)
- 1993: NSF Research Initiation Award
- 1995: NSF Career Development Award
- 1995: Halliburton Outstanding Young Faculty Award
- 2007: IEEE Fellow[4]
- 2010: Fellow der Future Technology Research Association
- 2013: Distinguished Alumni Educator Award, University of Illinois
- 2015: IEEE ICDM Outstanding Service Award
- 2016: Fellow der National Academy of Inventors[5]
- 2016: Sahlin Faculty Excellence Award
- 2016: Douglas D. Dankel II Award for Service to FLAIRS
- 2021: Fellow der Asia-Pacific Artificial Intelligence Association

## Veröffentlichungen (Auswahl)
- mit Narayanan C. Krishnan: Activity Learning. John Wiley & Sons Inc, 2015, ISBN 978-1-118-89376-0.
- mit Lawrence B. Holder: Mining Graph Data. John Wiley & Sons Inc, 2006, ISBN 978-0-471-73190-0.